# Milledgeville (Illinois)
Milledgeville é uma vila localizada no estado americano de Illinois, no Condado de Carroll.

## Demografia
Segundo o censo americano de 2000, a sua população era de 1016 habitantes.
Em 2006, foi estimada uma população de 944, um decréscimo de 72 (-7.1%).

## Geografia
De acordo com o United States Census Bureau tem uma área de
1,8 km², dos quais 1,8 km² cobertos por terra e 0,0 km² cobertos por água. Milledgeville localiza-se a aproximadamente 232 m acima do nível do mar.

## Localidades na vizinhança
O diagrama seguinte representa as localidades num raio de 20 km ao redor de Milledgeville.